# Projet Artichoke

Sceau de la CIA (en noir et blanc).

Le projet ARTICHOKE est un projet secret de la CentraI Intelligence Agency (CIA) sur les techniques d'interrogatoire et la manipulation mentale. Il est l'héritier de BLUEBIRD, qui est renommé le 20 août 1951, et devient un sous-projet de MK-ULTRA lorsque celui-ci débute, le 13 avril 1953.
Une partie des activités clandestines liées à ces programmes sont révélées au milieu des années 1970, après les enquêtes demandées par le président Gerald Ford et le Sénat des États-Unis. 
Bien que les archives de la CIA sur les efforts menés pour influencer le comportement aient été détruites en 1973, plusieurs fichiers classifiés ont été retrouvés en 1977. Ces nouvelles révélations ont conduit à une seconde série d'auditions.

## Contexte
Le projet ARTICHOKE s'inscrit dans la lignée des recherches sur le contrôle de l'esprit entreprises par l'Office of Strategic Service (OSS) pendant la Seconde Guerre mondiale,, puis par la marine des États-Unis avec le projet CHATTER,.
Dans un contexte de guerre froide, la CIA met en place un projet similaire en 1949 et 1950 pour contrer d'éventuelles avancées réalisées par l'URSS et la Chine dans ce domaine,. Les recherches de BLUEBIRD sont focalisées sur les techniques d'interrogatoire et l'utilisation du LSD à des fins de renseignement,. Des équipes du projet sont déployées en Allemagne de l'Ouest et au Japon pour tester les procédures mises au point durant les premières expérimentations, en dehors de toute juridiction américaine.
Pendant la guerre de Corée, dès 1950, les militaires américains sont confrontés à plusieurs incidents impliquant des soldats faits prisonniers, ce qui intensifie les soupçons sur les capacités communistes,. En 1951, le journaliste et propagandiste Edward Hunter publie Brainwashing in Red China, qui popularise le concept de « lavage de cerveau » et attise la crainte d'une guerre psychologique,,,,. D'autres études sur la question sont financées par la CIA sous la couverture de la Society for the Investigation of Human Ecology,,.
Le projet BLUEBIRD devient une priorité de l'agence avec la nomination de Allen W. Dulles au poste de directeur adjoint aux opérations clandestines, puis le recrutement du biochimiste Sidney Gottlieb,. En août 1951, à la suite d'une réunion avec des représentants de l'armée, le Dr H. Marshall Chadwell de l'Office of Scientific Intelligence (OSI) recommande l'attribution d'un nouveau nom de code pour des raisons de sécurité.
Le 20 août 1951, le nom de code du projet BLUEBIRD change et devient ARTICHOKE,,.

## Généralités

### Direction
Dans la continuité du projet BLUEBIRD, les expérimentations sont supervisées par un comité réunissant des cadres appartenant à plusieurs sections de la CIA,,. Initialement placé sous la direction administrative de l'Office of Security (OS) et de son représentant Morse Allen, le projet est l'objet d'un conflit bureaucratique. Les scientifiques de l'OSI considèrent que les anciens policiers, militaires et enquêteurs de l'OS n'ont pas les compétences techniques suffisantes pour assumer cette responsabilité, et s'imposent à la tête du projet en 1951,. Le 30 septembre 1952, ARTICHOKE est à nouveau confié à l'OS et son directeur, le colonel Sheffield Edwards,,.
Pour développer les substances chimiques utilisées lors des interrogatoires, Allen Dulles nomme le Dr Sidney Gottlieb à la tête de la division chimie du bureau des services techniques de la CIA (TSS),.

### Objectifs
Dans une note interne rédigée le 16 juillet 1953, le colonel Edwards rappelle les principaux objectifs du projet :
- Perfectionner les techniques utilisant les drogues existantes et l'hypnose pour obtenir des informations ;
- Fournir des équipes de terrain pour tester et affiner ces techniques sur les agents ennemis dans des conditions de terrain ;
- En coordination avec le TSS et le personnel médical, organiser la recherche et l'expérimentation pour le développement de moyens permettant de contrôler des individus, qu'ils soient volontaires ou non ;
- Explorer les moyens, par l'endoctrinement et la formation, d'empêcher l'ennemi de prendre le contrôle des activités et des capacités mentales des membres du personnel de l'agence.

Les objectifs évoluent au rythme des progrès accomplis lors des projets précédents et connexes, permettant d'explorer des capacités plus offensives que la simple collecte d'informations. Le 25 janvier 1952, dans une note adressée au chef du service médical de la CIA, une question formulée par Paul F. Gaynor illustre l’élargissement des perspectives et des enjeux du projet : « Pouvons-nous prendre le contrôle d’un individu au point qu’il nous obéisse contre sa volonté et même contre les lois fondamentales de la nature comme l'auto-préservation ? »,.

### Moyens
Des experts issus de plusieurs agences fédérales sont mobilisés par le directeur de l'OSI, H. Marshell Chadwell, et le chef du service médical de l'agence (OMS). Étant donné la nature des expérimentations, contraires à l'éthique, peu d'universitaires acceptent de participer aux activités du projet sans que certaines conditions soient réunies,. Les premières directives concernant ARTICHOKE recommandent que les interrogatoires soient menés dans un endroit sécurisé comportant deux pièces adjacentes, une pour les dispositifs d'enregistrement et une salle de bain (en raison des possibles nausées, vomissement et autres symptômes occasionnés par les techniques du projet),.
Depuis les premières expérimentations de BLUEBIRD, les équipes d'interrogatoires sont soutenues par les scientifiques de la division des opérations spéciales (SOD) de l'U.S. Army Chemical Corps,. Les membres de cette unité, basée à Fort Detrick, sont responsables de la production des composants chimiques utilisés dans le cadre du projet et de la maintenance des systèmes opérationnels,. En mai 1952, cette coopération entre l'armée et le bureau des services techniques est officialisée par un accord,,.
Les services de renseignement de l'U.S. Navy, de l'U.S. Army et de l'U.S. Air Force sont sollicités pour rejoindre le comité chargé de superviser le projet, tandis que le Federal Bureau of Investigation (FBI) de J. Edgar Hoover refuse de s'impliquer,. Les données sur les techniques d'interrogatoires et le contrôle du comportement sont aussi partagées avec les scientifiques des gouvernements canadien et britannique,.

## Expérimentations

### De 1951 à 1953: avant le projet MK-ULTRA

#### Continuité des recherches et des expérimentations
Lors des expérimentations qui ont lieu entre 1951 et 1953, plusieurs méthodes sont testées : l'induction de la dépendance aux opiacés puis le sevrage forcé, les électrochocs, la privation sensorielle et l'hypnose, en complément de différentes combinaisons de drogues pouvant induire une amnésie, des hallucinations ou d'autres états seconds exploitables sur le long terme,,. Pour cela, en plus du LSD, des produits comme la mescaline, le tétrahydrocannabinol, les amphétamines, les barbituriques, la cocaïne et l'héroïne sont utilisés,.
En 1951, Morse Allen s'entretient avec un psychiatre réputé, consultant pour l'agence, afin de recueillir ses conclusions sur l'utilisation des électrochocs lors des interrogatoires. Peu de temps après la remise du rapport de Allen, l'OSI recommande qu'une subvention de 100 000 $ soit versée à ce même psychiatre pour développer ces techniques.
La lobotomie intéresse également les officiers du bureau de sécurité, qui rencontrent des chirurgiens et réalisent une analyse approfondie des travaux menés au Boston Psychopathic Hospital ainsi qu'à l'université Columbia, à New York. En 1952, l'OSI propose de consacrer 100 000 $ au développement de « techniques neurochirurgicales » visant à obtenir des informations pertinentes,.

#### Intérêt pour les champignons hallucinogènes
Des agents sont envoyés dans différentes régions du monde pour se procurer des échantillons d'herbes et de plantes rares. L'objectif est d'identifier de nouvelles substances pouvant être utilisées pour les interrogatoires et la collecte d’informations,. Les résultats d’un de ces voyages sont consignés dans un document intitulé « Exploration of Potential Plant Resources in the Caribbean Region ».
À l'occasion d'une réunion avec des spécialistes en octobre 1952, Morse Allen découvre l'existence de la datura, une plante mexicaine dont les graines ont des propriétés hypnotiques. Elles sont utilisées depuis longtemps par les Indiens lors de cérémonies religieuses,. Un jeune scientifique de la CIA est envoyé au Mexique pour collecter des graines de datura et toute autre plante, herbe ou champignon ayant « une forte valeur narcotique et toxique ». Au cours de son voyage, le Dr James Moore entend parler d'un « champignon magique » ayant des effets hallucinogènes, le psilocybe mexicana, que les Aztèques appelaient « chair de Dieu » (teonanactl en nahuatl),,.
Les récits historiques et les mythes concernant ce « champignon magique » intéressent fortement les responsables du projet, toujours en quête d'une substance puissante capable d'altérer la perception de la réalité. De retour à Washington, les échantillons de datura collectés par James Moore sont envoyés vers des laboratoires de la CIA,. En mars 1953, il est officiellement engagé par l'agence en tant que consultant,.
Un couple de mycologues amateurs, R. Gordon Wasson et Valentina Pavlovna Wasson, sont aussi à la recherche du psylocybe mexicana. Ils se rendent au Mexique pour la première fois durant l'été 1953, quelques mois après James Moore. Leurs deux premières expéditions sont infructueuses. Le 29 juin 1955, ils atteignent Huautla de Jimenez, dans l'Etat de Oaxaca, où ils rencontrent la chamane mazatèque María Sabina, qui les initie aux effets hallucinogènes du champignon lors d'une veillée rituelle. Gordon et Valentina Wasson repartent du Mexique avec plusieurs spécimens récoltés aux abords du village, ainsi qu'un grand nombre de photographies prises par Allan Richardson,,.
Le déroulement de l'expédition est rapporté aux cadres de la CIA par un botaniste installé à Mexico,. Le 15 août 1955, James Moore prend contact avec Gordon Wasson afin d'organiser une nouvelle expédition. En 1956, accompagnés du mycologue français Roger Heim et de l'anthropologue Guy Stresser-Péan, ils se rendent à Huautla de Jimenez dans le cadre du projet MKULTRA (sous-projet 58),,.

#### Déploiement des équipes interrogatoires
Des équipes d'interrogatoire sont envoyées à l'étranger pour y mener des expérimentations sur des prisonniers ou des agents soupçonnés de collusion avec l'ennemi. En 1952, au moins quatre équipes sont déployées en Allemagne, en France, au Japon et en Corée du Sud,.

### De 1953 à 1956: projet connexe de MK-ULTRA
En avril 1953, Sidney Gottlieb envisage la création d'un nouveau projet qui réunirait l'ensemble des recherches et des activités de la CIA sur la manipulation mentale. Il est soutenu par Allen W. Dulles et Richard Helms, respectivement devenus directeur de la CIA (DCI) et directeur adjoint aux opérations clandestines (DDP),,. Le 13 avril 1953, le projet MKULTRA et son financement exceptionnel sont approuvés par Dulles. ARTICHOKE devient un projet connexe, conservant son appellation d'origine,,.

#### Programmation d'un assassin
Morse Allen milite pour le perfectionnement des techniques d'hypnose appliquées lors des interrogatoires. Selon lui, de tels phénomènes ouvrent de nouvelles perspectives pour les opérations clandestines. Avec l'accord de sa hiérarchie, il teste les méthodes du projet sur un groupe de jeunes secrétaires de la CIA, les amenant à voler des documents classifiés, provoquer des incendies et obéir à des ordres compromettants,.
En janvier 1954, un comité de consultants spécialisés est sollicité par l'agence pour évaluer le potentiel de l'hypnose dans un contexte opérationnel précis : manipuler l'esprit d'une personne afin qu'elle commette un assassinat,,.
Plusieurs failles sont identifiées par Allen et son équipe. La question de l'élimination du sujet une fois l'assassinat perpétré apparaît comme une préoccupation majeure, de même que la durée nécessaire à l'application des techniques du projet pour une telle action,. 
Le 19 février 1954, Allen se lance dans une tentative simulée en hypnotisant une secrétaire, parvenant à la convaincre de la nécessité de tirer sur une collègue pour la réveiller. Malgré sa peur des armes à feu, la jeune femme finit par tirer avec un pistolet déchargé,. Cependant, Allen estime que le cadre expérimental de son expérience est trop différent d'un contexte opérationnel pour garantir l'efficacité de ces techniques.
Il poursuit ses expérimentations sur des prisonniers et des agents doubles, principalement dans le but d'étudier les risques de fuite entre la personnalité du sujet et celle induite par l'intervention d'un hypnotiseur. Allen souligne que tous les agents interrogés ne sont pas de bons candidats et qu’ils doivent présenter une tendance dissociative permettant d’isoler une part de leur personnalité du reste de leur conscience. En juillet 1954, Paul F. Gaynor et Morse Allen planifient une série de tests complexes, qui doivent être menés par une équipe du projet ARTICHOKE,.

#### Effets de la privation sensorielle
En 1955, Morse Allen contacte le Dr Maitland Baldwin des National Institutes of Health (NIH), qui a récemment mené une expérimentation éprouvante sur la privation sensorielle. Un volontaire de l'armée fut placé dans un caisson d'isolation pendant près de deux jours, avant de s'en échapper par la force après une heure de détresse et de pleurs. Baldwin est convaincu que cette méthode peut briser n'importe quel individu, indépendamment de sa force mentale. Il avertit toutefois Allen que prolonger l’isolement au-delà de six jours risquerait de causer des dommages irréversibles,.

## Fin du projet
La CIA affirme que le projet ARTICHOKE s'est achevé en 1956. Selon le rapport d’enquête de la commission Church, « des éléments suggèrent que l'Office of Security et l'Office of Medical Services ont continué à utiliser des techniques d'« interrogatoire spécial » pendant plusieurs années ».
En 1973, Sidney Gottlieb détruit une grande partie des archives sur le contrôle de l'esprit et les expérimentations de moyens biochimiques pour les interrogatoires. Ainsi, il est difficile de connaître dans le détail l'ensemble des activités menées,,.